# E (album)
Pour les articles homonymes, voir E.
Albums de Epik High
Map the Soul
(2009) Epilogue
(2010)
[e] est le sixième album studio du groupe sud-coréen de hip-hop Epik High; sorti en septembre 2009, il est leur troisième sortie majeure de l'année. Les deux autres albums sortis en 2009 sont Map the Soul et Remixing the Human Soul, une compilation remix électronique faite avec leurs camarades de label Planet Shiver. Tout comme Map the Soul, [e] comprend un livret complémentaire avec les CDs. Ce livret de 74 pages contient les paroles des chansons, des interviews, des photos et des notes de production de la part des artistes eux-mêmes.
[e] contient deux disque de musique hip-hop expérimentale de genre variés. Les genres expérimentés ici sont l'electro-hop, la dance-pop, la musique classique, le rock acoustique et la musique trot traditionnelle coréenne. Les thèmes de l'album sont séparés en deux disques. Le Disque 1, nommé [e]motion, est composé de morceaux évoquant des thèmes personnels. Le Disque 2, appelé [e]nergy, contient des morceaux plus pop, avec comme exemple le single "따라해 (Wannabe) (ft. Mellow)".
Des artistes ont collaboré sur cet album, on retrouve parmi eux leur camarade de label MYK, le emcee coréano-américain Kero One, le rappeur Dumbfoundead, Rakka (de Dilated Peoples), le prodige du rap underground Dok2 et le groupe electro Planet Shiver.

## Liste des pistes

### Disque 1: [e]motion
| 1.    | Oceans. Sand. Trees                     | Tablo                                       | 2:11 |
| 2.    | Slow Motion                             | Tablo, Mithra Jin                           | 4:55 |
| 3.    | 선물 (Gift) (featuring Park Ji-yoon)    | DJ Tukutz, Tablo, Mithra Jin, Planet Shiver | 3:45 |
| 4.    | No More Christmas                       | Tablo, Mithra Jin                           | 4:12 |
| 5.    | Maze (featuring Dumbfoundead, MYK)      | DJ Tukutz, Tablo, MYK, Dumbfoundead         | 4:31 |
| 6.    | 통기타 (Acoustic Guitar) (Skit)         |                                             | 2:10 |
| 7.    | 트로트 (Trot)                           | DJ Tukutz, Tablo, Mithra Jin, Mr, Sync      | 4:46 |
| 8.    | Emologue                                | Tablo                                       | 1:03 |
| 9.    | Excuses (featuring MYK)                 | Tablo,MYK                                   | 4:00 |
| 10.   | Moonwalker                              | DJ Tukutz, Tablo, Mithra Jin                | 4:27 |
| 11.   | Breathe (featuring 한희정)              | Tablo, Mithra Jin                           | 4:58 |
| 12.   | Happy Birthday to Me (featuring 하동균) | Tablo, Mithra Jin                           | 3:43 |
| 13.   | Heaven (featuring MYK)                  | Mithra Jin, MYK, Tablo                      | 3:29 |
| 14.   | Owls. Shadows. Tears.                   | DJ Tukutz                                   | 1:25 |
| 15.   | [BONUS] Slow [e] Motion                 |                                             | 5:17 |
| 54:52 |                                         |                                             |      |

### Disque 2: [e]nergy
| 1.    | Orchestras. Spotlights. Turntables. (featuring MYK)                          | Tablo, MYK                                                       | 1:43 |
| 2.    | Still Here (featuring Dok2)                                                  | Dok2, Tablo, Mithra Jin                                          | 3:55 |
| 3.    | Sensitive Thug (Skit)                                                        | DJ Tukutz, Tablo, Mithra Jin                                     | 2:00 |
| 4.    | 따라해 (Wannabe) (featuring Mellow)                                          | Tablo, Mithra Jin, Planet Shiver                                 | 3:20 |
| 5.    | Rocksteady (featuring Kero One, Dumbfoundead, MYK, Rakaa de Dilated Peoples) | DJ Tukutz, Tablo, Mithra Jin, Kero One, Dumbfoundead, MYK, Rakaa | 4:46 |
| 6.    | Madonna (featuring Mellow)                                                   | Planet Shiver, Tablo, Mithra                                     | 4:11 |
| 7.    | 말로맨 (Malloman)                                                            | Tablo, Mithra                                                    | 3:58 |
| 8.    | Shopaholic                                                                   | Tablo, Mithra                                                    | 3:51 |
| 9.    | Supreme 100                                                                  | Tablo                                                            | 4:56 |
| 10.   | High Technology                                                              | Tukutz, Tablo, Mithra, Planet Shiver                             | 3:30 |
| 11.   | Rocksteady (Korean Version) (featuring Paloalto, Dok2, Beatbox DG, Beenzino) |                                                                  | 4:47 |
| 12.   | High Skool Dropout (반항하지 마)                                             | Tablo, Yankie, Planet Shiver, Mithra                             | 3:28 |
| 13.   | 흉(Whitetip) (featuring MYK, YDG, Dok2)                                      | MYK, Tablo, Mithra, YDG, Dok2                                    | 4:24 |
| 14.   | Lesson 4                                                                     | Tablo                                                            | 4:18 |
| 15.   | Organs. Screams. Televisions.                                                | DJ Tukutz                                                        | 1:22 |
| 48:49 |                                                                              |                                                                  |      |